# Lista dos deputados estaduais de Santa Catarina – 2.ª legislatura (1951–1955)
Lista dos deputados estaduais de Santa Catarina - 2ª legislatura (1951 — 1955).

## Composição das bancadas
| Partido | Líder                    | Bancada | Posição      |
| ------- | ------------------------ | ------- | ------------ |
| PSD     | Lenoir Vargas            | 18 / 39 | Oposição     |
| UDN     | Oswaldo Bulcão Viana     | 13 / 39 | Governo      |
| PTB     | Francisco de Sousa Neves | 5 / 39  | Oposição     |
| PRP     | Cássio Medeiros          | 2 / 39  | Independente |
| PSP     | Enory Teixeira Pinto     | 1 / 39  | Independente |

## Deputados estaduais
| Número | Deputados estaduais eleitos  | Partido | Votação | Percentual | Cidade onde nasceu   | Unidade federativa |
| 22733  | Érico Colin                  | UDN     | 7.807   | 2,80%      | Joinville            | Santa Catarina     |
| 41930  | Lenoir Vargas                | PSD     | 4.935   | 1,77%      | Tupanciretã          | Rio Grande do Sul  |
| 22982  | Antônio Carlos Konder Reis   | UDN     | 4.743   | 1,70%      | Itajaí               | Santa Catarina     |
| 41168  | Elpídio Barbosa              | PSD     | 4.297   | 1,54%      | Florianópolis        | Santa Catarina     |
| 41320  | Annes Gualberto              | PSD     | 4.267   | 1,53%      | São Francisco do Sul | Santa Catarina     |
| 41588  | José Bittencourt             | PSD     | 4.237   | 1,52%      | Salvador             | Bahia              |
| 14512  | Brás Joaquim Alves           | PTB     | 4.082   | 1,46%      | Brusque              | Santa Catarina     |
| 22149  | Celso Ramos Branco           | UDN     | 3.700   | 1,33%      | Lages                | Santa Catarina     |
| 41333  | Lecian Slovinski             | PSD     | 3.695   | 1,32%      | Cocal do Sul         | Santa Catarina     |
| 22155  | Paulo de Tarso               | UDN     | 3.513   | 1,26%      | Florianópolis        | Santa Catarina     |
| 22554  | Antônio de Barros Lemos      | UDN     | 3.365   | 1,20%      | Ouro Fino            | Minas Gerais       |
| 41424  | João Ramos                   | PSD     | 3.280   | 1,17%      | Lages                | Santa Catarina     |
| 22568  | João de Sousa Cabral         | UDN     | 3.029   | 1,08%      | Florianópolis        | Santa Catarina     |
| 22270  | Romano Massignan             | UDN     | 3.012   | 1,08%      | Alfredo Chaves       | Rio Grande do Sul  |
| 41750  | Ivo Silveira                 | PSD     | 2.912   | 1,04%      | Palhoça              | Santa Catarina     |
| 14649  | Paulo Marques                | PTB     | 2.901   | 1,04%      | Criciúma             | Santa Catarina     |
| 22818  | Clodorico Moreira            | UDN     | 2.894   | 1,04%      | Irineópolis          | Santa Catarina     |
| 41737  | Antônio Gomes de Almeida     | PSD     | 2.862   | 1,02%      | Campos Novos         | Santa Catarina     |
| 22705  | Oswaldo Cabral               | UDN     | 2.802   | 1,00%      | Laguna               | Santa Catarina     |
| 41726  | Oscar da Nova                | PSD     | 2.778   | 0,99%      | Blumenau             | Santa Catarina     |
| 41269  | Protógenes Vieira            | PSD     | 2.773   | 0,99%      | Palmas               | Paraná             |
| 22665  | Oswaldo Bulcão Viana         | UDN     | 2.752   | 0,98%      | Florianópolis        | Santa Catarina     |
| 41860  | João Estivalet               | PSD     | 2.709   | 0,97%      | Passo Fundo          | Rio Grande do Sul  |
| 22392  | Frederico Küerten            | UDN     | 2.699   | 0,97%      | Braço do Norte       | Santa Catarina     |
| 22331  | Luís de Sousa                | UDN     | 2.672   | 0,96%      | Florianópolis        | Santa Catarina     |
| 41888  | Olívio Nóbrega               | PSD     | 2.662   | 0,95%      | Concórdia            | Santa Catarina     |
| 14557  | Francisco de Sousa Neves     | PTB     | 2.661   | 0,95%      | Imaruí               | Santa Catarina     |
| 14544  | Otacílio Nascimento          | PTB     | 2.641   | 0,94%      | Rio de Janeiro       | Rio de Janeiro     |
| 41993  | Fernando Oswaldo de Oliveira | PSD     | 2.577   | 0,92%      | Três Barras          | Santa Catarina     |
| 44447  | Cássio Medeiros              | PRP     | 2.555   | 0,91%      | Florianópolis        | Santa Catarina     |
| 22376  | Reneau Cubas                 | UDN     | 2.509   | 0,90%      | São Bento do Sul     | Santa Catarina     |
| 41727  | José Gallotti                | PSD     | 2.444   | 0,87%      | Tijucas              | Santa Catarina     |
| 14377  | Volney Collaço               | PTB     | 2.417   | 0,86%      | Tubarão              | Santa Catarina     |
| 41359  | Ylmar de Almeida             | PSD     | 2.398   | 0,86%      | Florianópolis        | Santa Catarina     |
| 41795  | Walter Cavalcanti            | PSD     | 2.361   | 0,84%      | Palmeira dos Índios  | Alagoas            |
| 41597  | Manuel Siqueira Bello        | PSD     | 2.345   | 0,84%      | Clevelândia          | Paraná             |
| 44847  | Vicente Schneider            | PRP     | 2.318   | 0,83%      | São Sebastião do Caí | Rio Grande do Sul  |
| 41308  | Waldemar Grubba              | PSD     | 2.287   | 0,82%      | Jaraguá do Sul       | Santa Catarina     |
| 46647  | Enory Teixeira               | PSP     | 1.668   | 0,59%      | Teixeira Soares      | Paraná             |